# Poecilochaetus trilobatus
Poecilochaetus trilobatus är en ringmaskart som beskrevs av Imajima 1989. Poecilochaetus trilobatus ingår i släktet Poecilochaetus och familjen Poecilochaetidae. Inga underarter finns listade i Catalogue of Life.